# Paussins
Els paussins (Paussinae) són una gran subfamília de coleòpters adèfags de la família Carabidae. Es veuen rarament, la majoria són mirmecòfils obligats o facultatius que viuen en els nius de les formigues depredant les seves larves i les formigues obreres. La mida d'aquests coleòpters és moderada (6–20 mm) i en moltes espècies la forma de les antenes és peculiar. Les seves glàndules pigidials poden produir secrecions explosives però no estan emparentats estretament amb els típics altres escarabats bombarders (Brachininae).

## Classificació

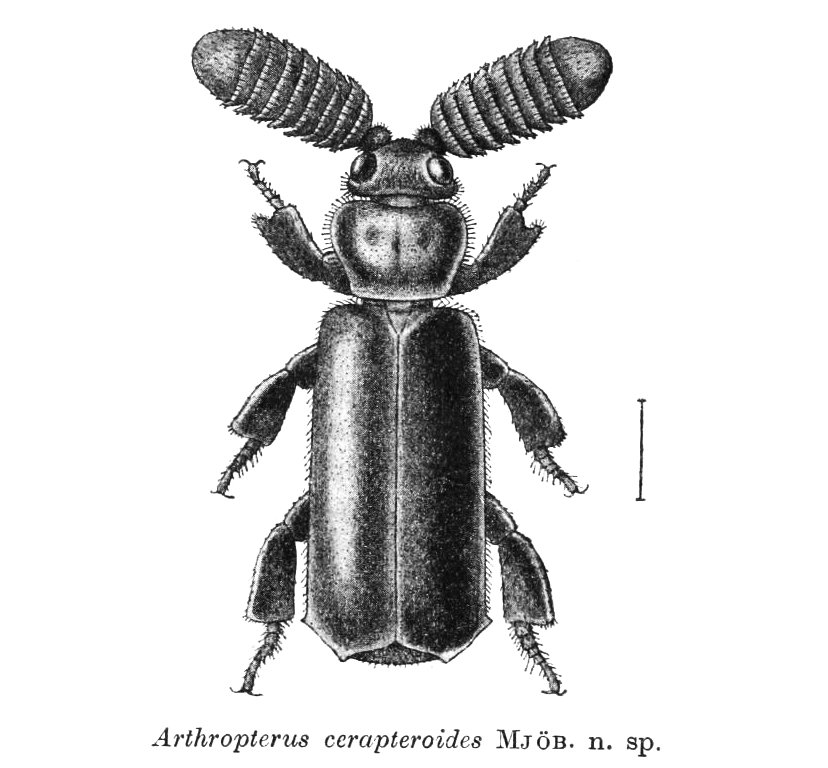
Arthropterus cerapteroides (Paussini: Cerapterina)

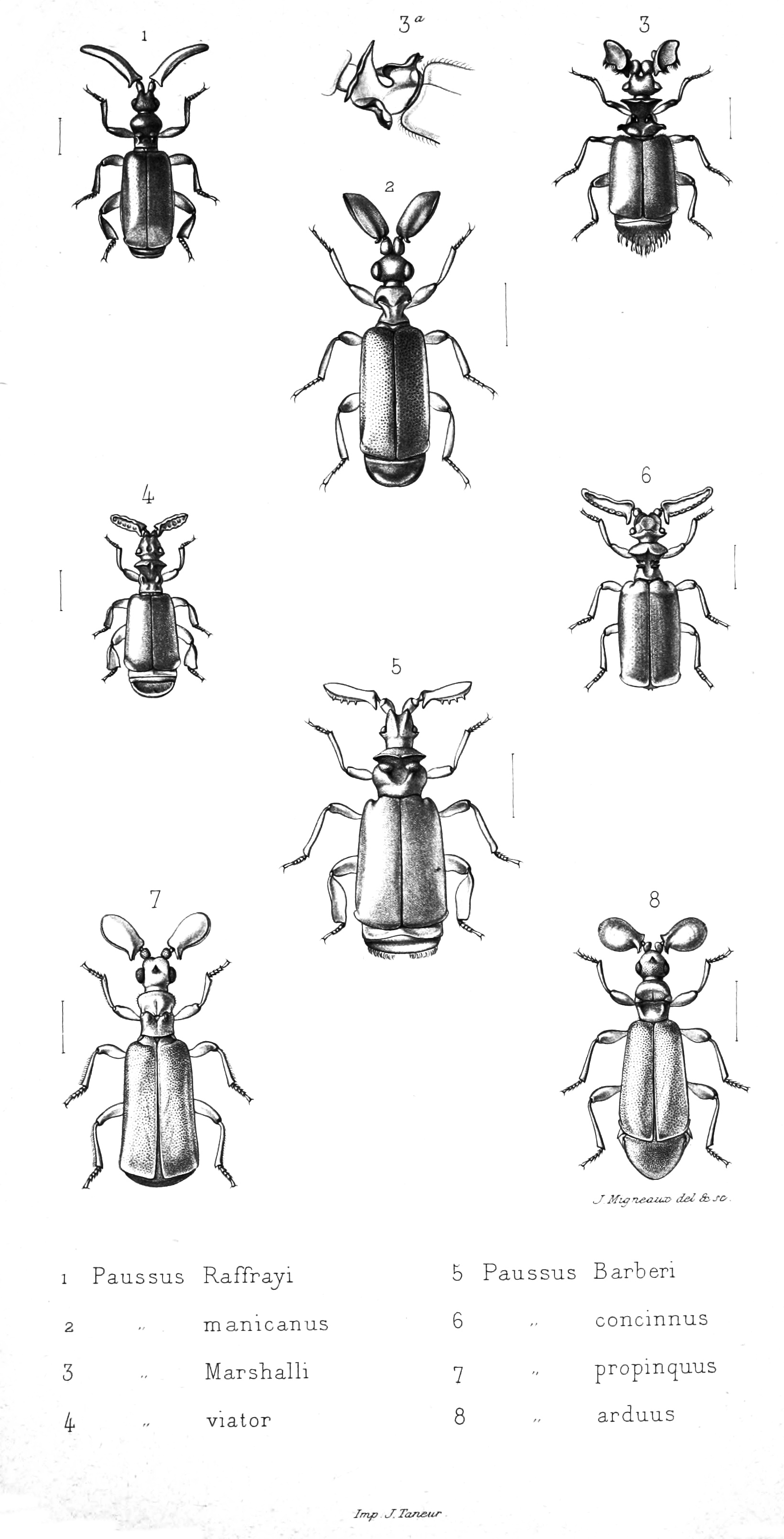
Paussina d'Àfrica del Sud

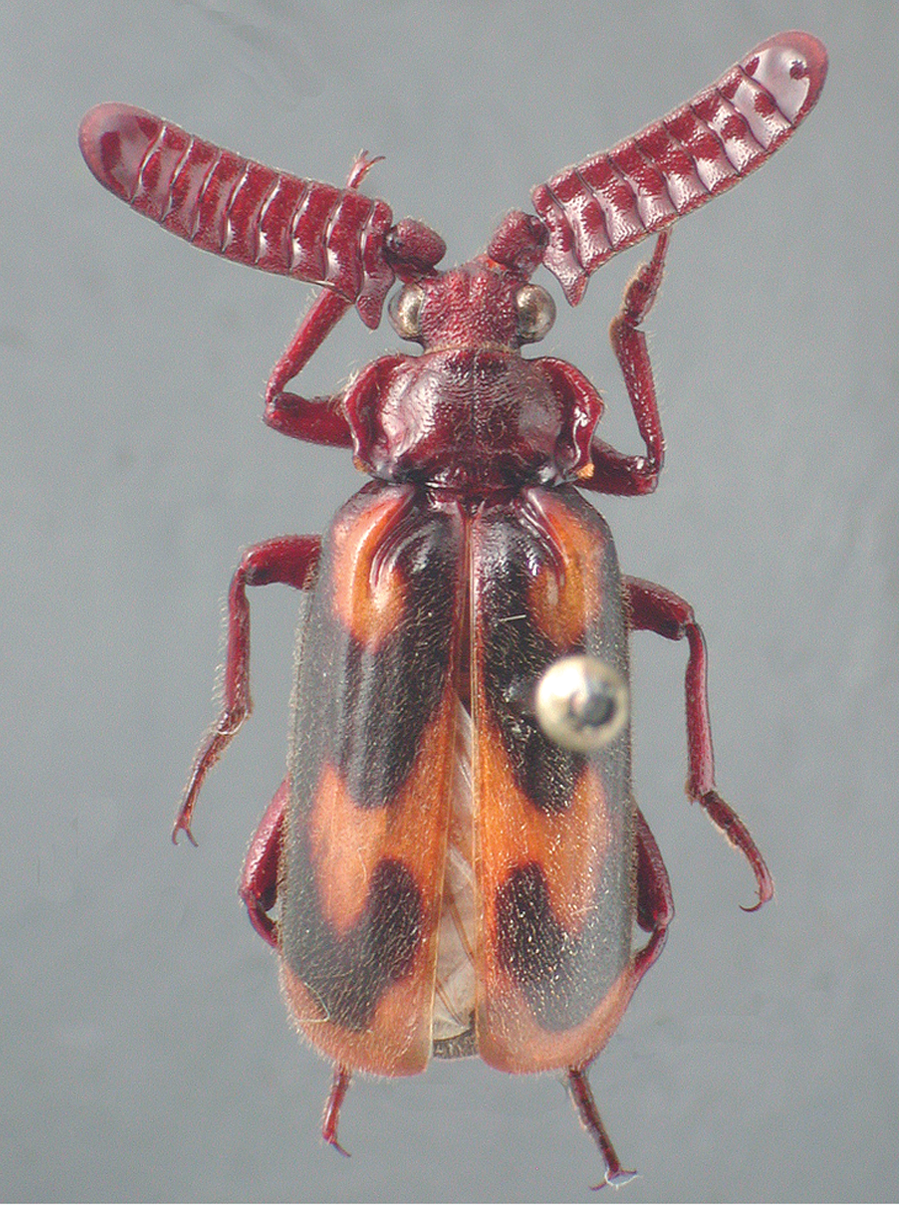
Heteropaussus hastatus (Paussini: Heteropaussina)

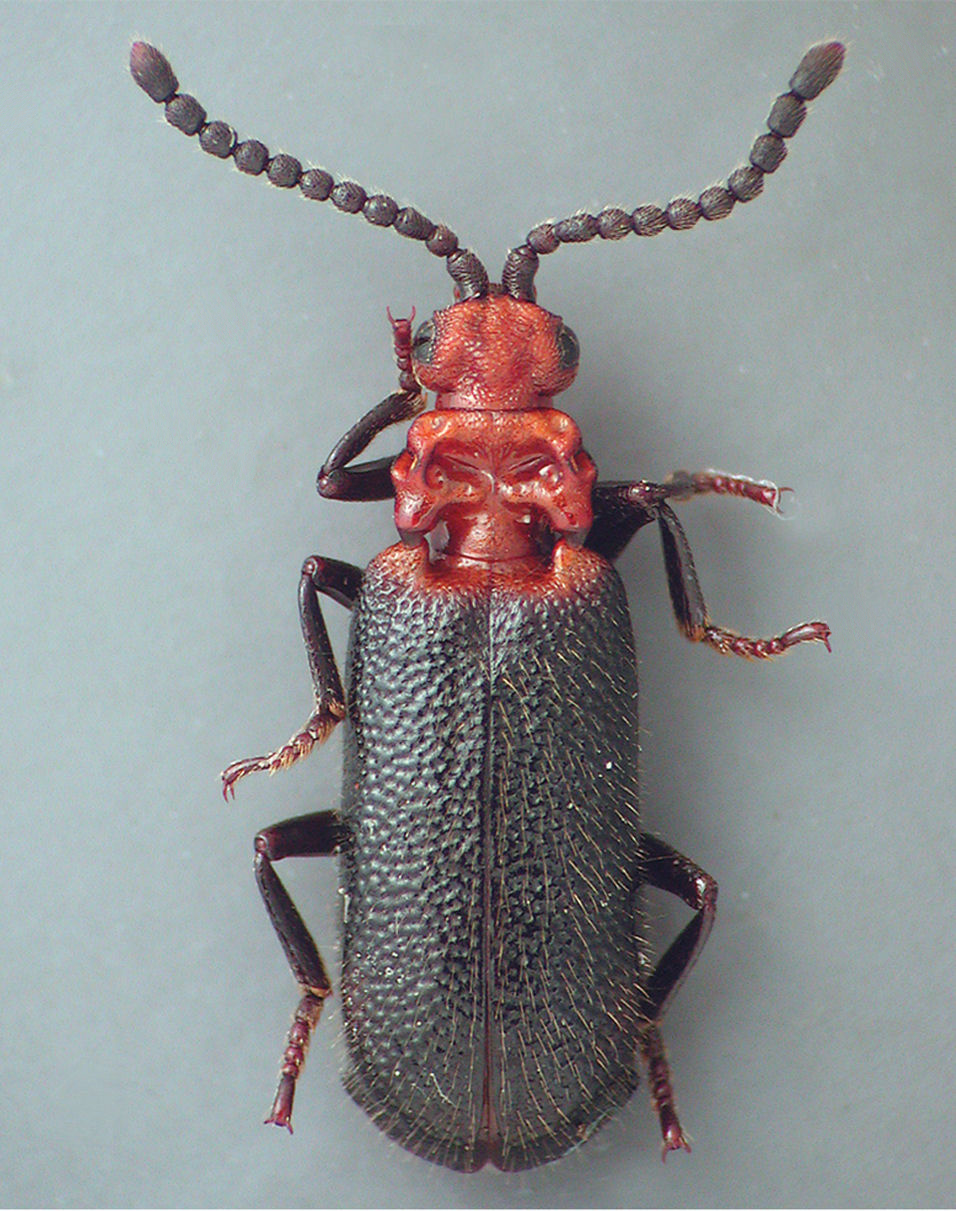
Protopaussus sp.

### Tribu Metriini
- Metrius Eschscholtz, 1829
- Sinometrius Wrase & Schmidt, 2006

### Tribu Ozaenini
- Anentmetus Andrewes, 1924
- Crepidozaena Deuve, 2001
- Dhanya Andrewes, 1919
- Entomoantyx Ball & McCleve, 1990
- Eustra Schmidt-Goebel, 1846
- Filicerozaena Deuve, 2001
- Gibbozaena Deuve, 2001
- Inflatozaena Deuve, 2001
- Itamus Schmidt-Goebel, 1846
- Microzaena Fairmaire, 1901
- Mimozaena Deuve, 2001
- Mystropomus Chaudoir, 1848
- Ozaena Olivier, 1812
- Pachyteles Perty, 1830
- Physea Brulle, 1834
- Physeomorpha Ogueta, 1963
- Platycerozaena Banninger, 1927
- Proozaena Deuve, 2001
- Pseudozaena Laporte de Castelnau, 1834
- Serratozaena Deuve, 2001
- Sphaerostylus Chaudoir, 1848
- Tachypeles Deuve, 2001

### Tribu Paussini
Subtribe Carabidomemnina Wasmann, 1928
- Carabidomemnus H. Kolbe, 1924
- Eohomopterus Wasmann, 1919

Subtribu Cerapterina Billberg, 1820
- Arthropterus MacLeay, 1838
- Cerapterus Swederus, 1788
- Megalopaussus Lea, 1906
- Mesarthropterus Wasmann, 1926

Subtribu Heteropaussina Janssens, 1953
- Heteropaussus Thomson, 1860

Subtribu Homopterina Janssens, 1953
- Homopterus Westwood, 1838

Subtribu Paussina Latreille, 1807
- Ceratoderus Westwood 1841
- Eopaussus Wasmann, 1926
- Euplatyrhopalus Desneux, 1905
- Granulopaussus H. Kolbe, 1938
- Hylopaussus Luna de Carvalho, 1989
- Hylotorus Dalman, 1823
- Lebioderus Westwood, 1838
- Leleupaussus Luna de Carvalho, 1962
- Melanospilus Westwood, 1845
- Paussomorphus Raffray, 1885
- Paussus Linnaeus, 1775
- Platyrhopalopsis Desneux, 1905
- Platyrhopalus Westwood, 1838
- Pterorhopalus Maruyama, 2011

Subtribu Pentaplatarthrina Jeannel, 1946
- Hexaplatarthus Jeannel, 1955
- Pentaplatarthus Westwood, 1833

### Tribu Protopaussini
- Protopaussus Gestro, 1892